# كازاخستانيا

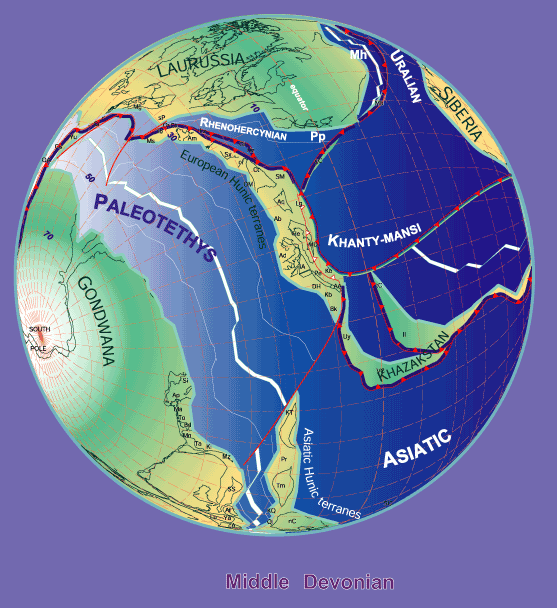
القوس الجزري لكازاخستانيا، منذ 380 مليون سنة.

كازاخستانيا (بالقازاقية: Qazaqstaniya)‏، التضاريس الكازاخستانية، أو كتلة كازاخستان، هي منطقة جيولوجية في آسيا الوسطى تتكون من المنطقة التي تتمركز تقريبًا على بحيرة بلخاش، شمال وشرق بحر آرال، جنوب كراتون سيبيريا وغرب جبال ألتاي. حوض جونغاريا في سنجان، الصين، هو أيضًا جزء من كازاخستان، ويُشار إليه أحيانًا باسم كتلة جونغاريا. نظرًا لأن التضاريس الكازاخستانية اندمجت خلال أواخر العصر الأوردوفيشي كجزء من حزام نشوء جبال آسيا الوسطى [الإنجليزية]، يشار إليها أيضًا باسم الأوروجين الكازاخستاني. تقع هذه التضاريس في ما يعرف اليوم بكازاخستان وشمال شرق أوزبكستان وشمال قيرغيزستان وجنوب غرب الصين. اليوم كازاخستان محاطة بثلاث قارات كبيرة سابقة: إلى الشمال الشرقي تفصلها منطقة القص غورنوستاييف عن سيبيريا التي اصطدمت بها خلال العصر الكربوني. إلى الشمال الغربي تقع منطقة بحر بلطيقيا بجوار تضاريس تورجاي الكازاخستانية ولكنها بعيدة عن كازاخستان ؛ إلى الجنوب والشرق كانت غندوانا تمتد من القطب الجنوبي إلى خط الاستواء. كان كل من كراتون جنوب الصين وكراتون شمال الصين [الإنجليزية] وتاريم ليس بعيدًا عن التضاريس الكازاخستانية المتناثرة، ولكن من غير المعروف كيف تموضعت هذه الكتل القارية بالنسبة إلى غندوانا.

## التطور التكتوني
في الحياة القديمة المبكرة توزعت تضاريس كازاخستان على نطاق واسع في الشمال أو الشمال الشرقي من مانغيشلاك، قره قوم، قراقرم وتضاريس تريم. وقد كان الموقع والأصل والصلات الحيوانية لهذه التضاريس موضوع فرضيتين متنافستين، حيث وصفت إحدهما هذه التضاريس على أنها قوس جزيرة هائل يسمى قوس كيبتشاك، والآخر سلسلةً من الأحزمة المتوازية إلى حد ما. تشير التحليلات الحيوانية إلى أن بعض التضاريس ربما نشأت في غندوانا بدلاً من بلطيقا أو سيبيريا. أشار تحليل في 2006 لعضديات الأرجل إلى أن جبال تشو ايلي يجب أن يكون شكلت مستقلة، لا تبعد كثيرا شبه التضاريس الغندوانية من العصر الأوردوفيشي المتأخر عن شمال وجنوب كراتون الصين.
تشير الدراسات الحديثة إلى أن التضاريس الكازاخستانية شكلت في أواخر العصر الأوردوفيشي أرخبيلًا يتكون من مجموعات من أقواس الجزر والقارات الصغيرة المتمركزة في خط الاستواء. كانت الوحدات الرئيسية في هذا التجمع هي بوشكول شمال كازاخستان، وشينجيز- تارباغتاي شرق كازاخستان، وشو-ايلو جنوب كازاخستان. تقع قارة أتاشو-جامشي الصغيرة في الحافة الجنوبية الغربية للأرخبيل. ربما دُمج عدد قليل من التضاريس في وقت مبكر مثل العصر الأوردوفيشي الأوسط ولكن من غير المرجح أن تكون كازاخستان قارة واحدة قبل نهاية الفترة.
خلال العصر الكربوني والبرمي، اصطدمت سيبيريا بكازاخستانيا لتشكيل جبال ألتاي، ثم اصطدمت بلطيقيا في وقت لاحق لتكوين الأورال، مما خلق قاعدةً لمعظم أوراسيا الحالية.

## الأهمية التجارية
في الغالب كازاخستانيا مسطحة إلا في الشرق بالقرب من قراغندي توجد جبال وترتفع فقط إلى 1,565 مترًا (5130 قدمًا) في سلسلة تارباجاتاي. بالرغم من أن معظم كازاخستان قاحلة ولا تتدفق المياه عمليًا من المنطقة إلى المحيطات، إلا أن هناك رعي مكثف للماشية والأغنام والجمال على الأراضي العشبية التي تغطي معظم المنطقة اليوم. كانت كازاخستان جافة جدًا أثناء عصر التجلد الواسع خلال العصر الرباعي. تحتوي كازاخستان على ما يصل إلى ربع احتياطيات اليورانيوم المؤكدة في العالم وهي أيضًا أحد المصادر الرئيسية في العالم لخامات الرصاص والزنك والأنتيمون. على الحدود الجنوبية في منخفض طوران توجد رواسب كبيرة من الغاز الطبيعي.

## روابط خارجية
- خريطة كتلة كازاخستان والمناطق المحيطة بها
- الجغرافيا القديمة للأردوفيشي-البرمي في وسط أوراسيا

### فهرس
1. 1 2  Popov & Cocks 2017
2. ↑  Torsvik & Cocks 2009
3. 1 2  Popov & Cocks 2006
4. ↑  Popov & Cocks 2017;من أجل خريطة التضاريس الكازاخستانية انظر Popov & Cocks 2006; ولإعادة التشكيل العصر الأوردوفيشي المتأخر انظر Percival et al. 2011